# Limousis
Limousis  est une commune française, située dans le Nord du département de l'Aude en région Occitanie.
Sur le plan historique et culturel, la commune fait partie de la Montagne Noire, un massif montagneux constituant le rebord méridional du Massif central. Exposée à un climat méditerranéen, elle est drainée par l'Orbiel, le ruisseau de la Ceize et par divers autres petits cours d'eau. La commune possède un patrimoine naturel remarquable : un site Natura 2000 (les « gorges de la Clamoux ») et quatre zones naturelles d'intérêt écologique, faunistique et floristique.
Limousis est une commune rurale qui compte 124 habitants en 2022, après avoir connu un pic de population de 382 habitants en 1841. Elle fait partie de l'aire d'attraction de Carcassonne. Ses habitants sont appelés les Limosinals ou  Limosinales.
Le patrimoine architectural de la commune comprend un immeuble protégé au titre des monuments historiques : la maison Gaston, inscrite en 1948.

## Géographie
Limousis est située sur un plateau au bord de la vallée de l'Orbiel. Vignobles produisant des vins minervois et Côtes-de-Lastours un vin de l'appellation Aude.

### Communes limitrophes
Les communes limitrophes sont  Conques-sur-Orbiel, Fournes-Cabardès, Lastours, Sallèles-Cabardès, Salsigne et Trassanel.
| Lastours          | Fournes-Cabardès   | Trassanel                     |
| Salsigne          | Limousis           | Sallèles-Cabardès             |
| Sallèles-Cabardès | Conques-sur-Orbiel | Villegly (par un quadripoint) |

### Lieux-dits et écarts
- Marmorières
- Col de las Baïchos
- Serre Mégé
- Baffrancou
- Combe Moligné
- Combe du Saut
- Rouyres
- la Bouzole

### Hydrographie
La commune est dans la région hydrographique « Côtiers méditerranéens », au sein du bassin hydrographique Rhône-Méditerranée-Corse. Elle est drainée par l'Orbiel, le ruisseau de la Ceize, le ruisseau de Bafrancou, le ruisseau de Gaubeille, le ruisseau de la Grave, le ruisseau de la Millanquière, le ruisseau de Prat Migné, le ruisseau de Sali, le ruisseau des Bézalades, le ruisseau du Teillé et le ruisseau du Vergé, qui constituent un réseau hydrographique de 14 km de longueur totale,.
L'Orbiel, d'une longueur totale de 40,9 km, prend sa source dans la commune de Mazamet et s'écoule vers le sud. Il traverse la commune et se jette dans l'Aude à Trèbes, après avoir traversé 14 communes.
Le ruisseau de la Ceize, d'une longueur totale de 11,8 km, prend sa source dans la commune de Fournes-Cabardès et s'écoule vers le sud. Il traverse la commune et se jette dans la Clamoux à Villegly, après avoir traversé 7 communes.

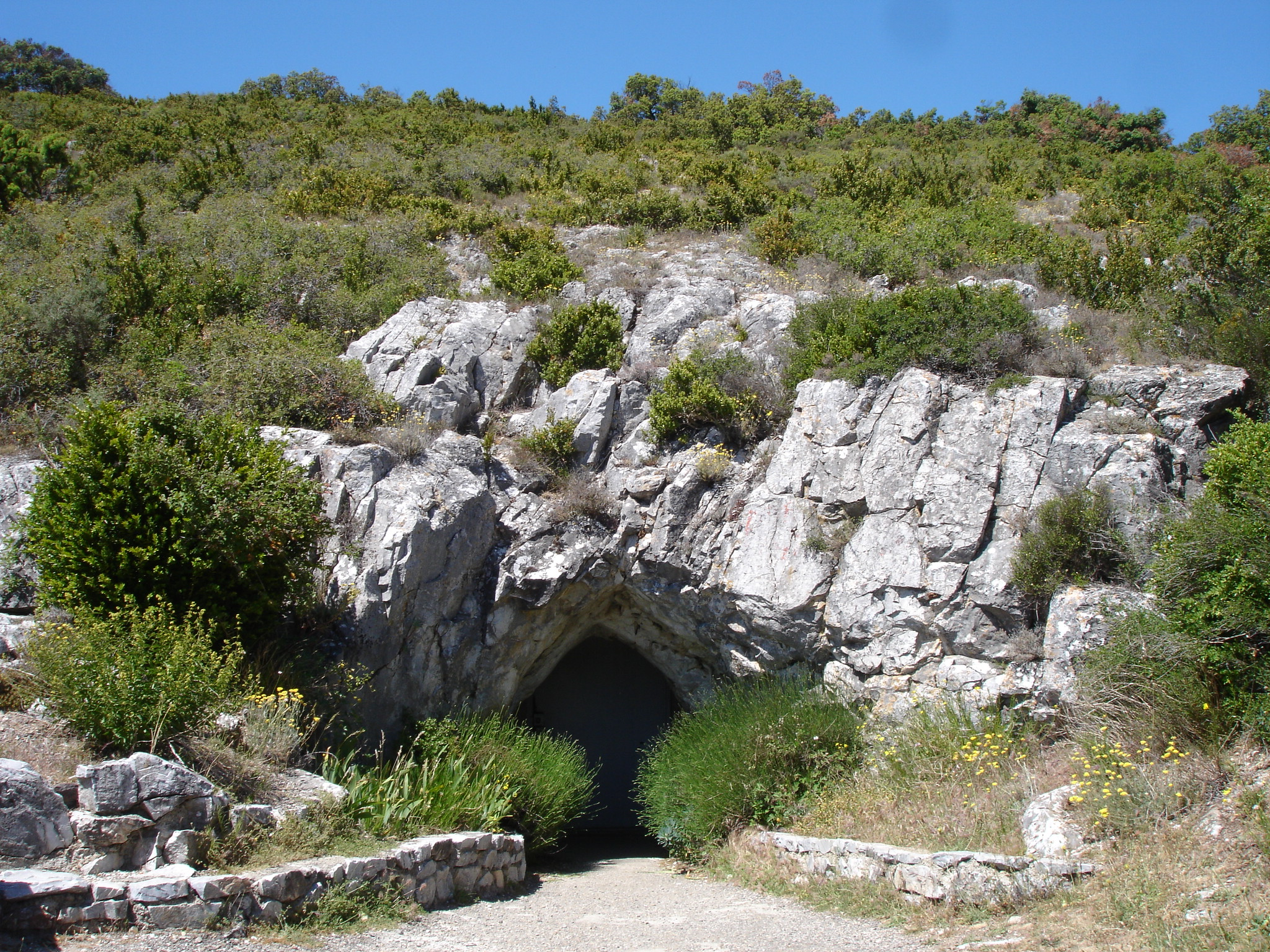
Entrée de la grotte de Limousis.
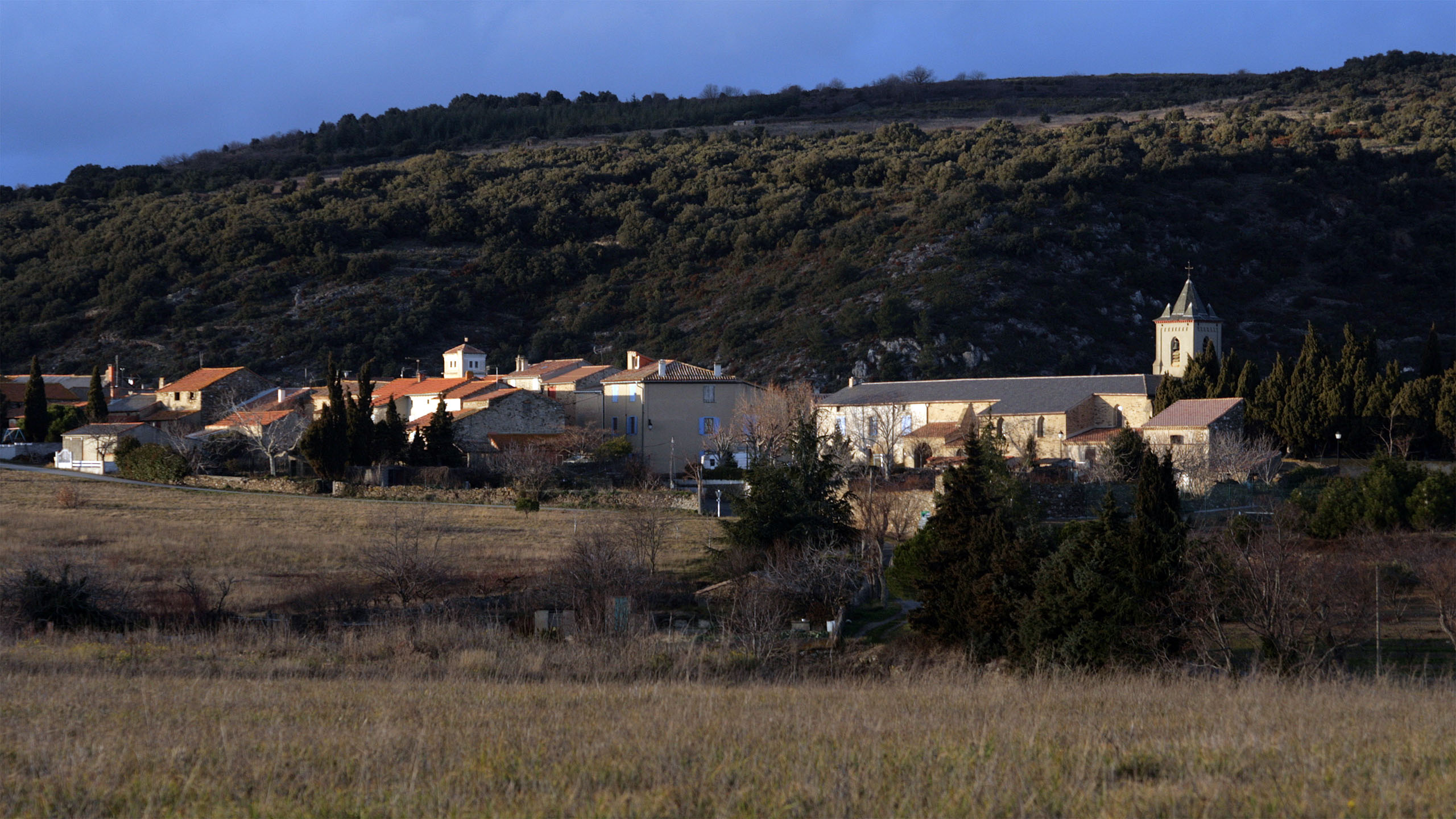
Le village vu de l'est.
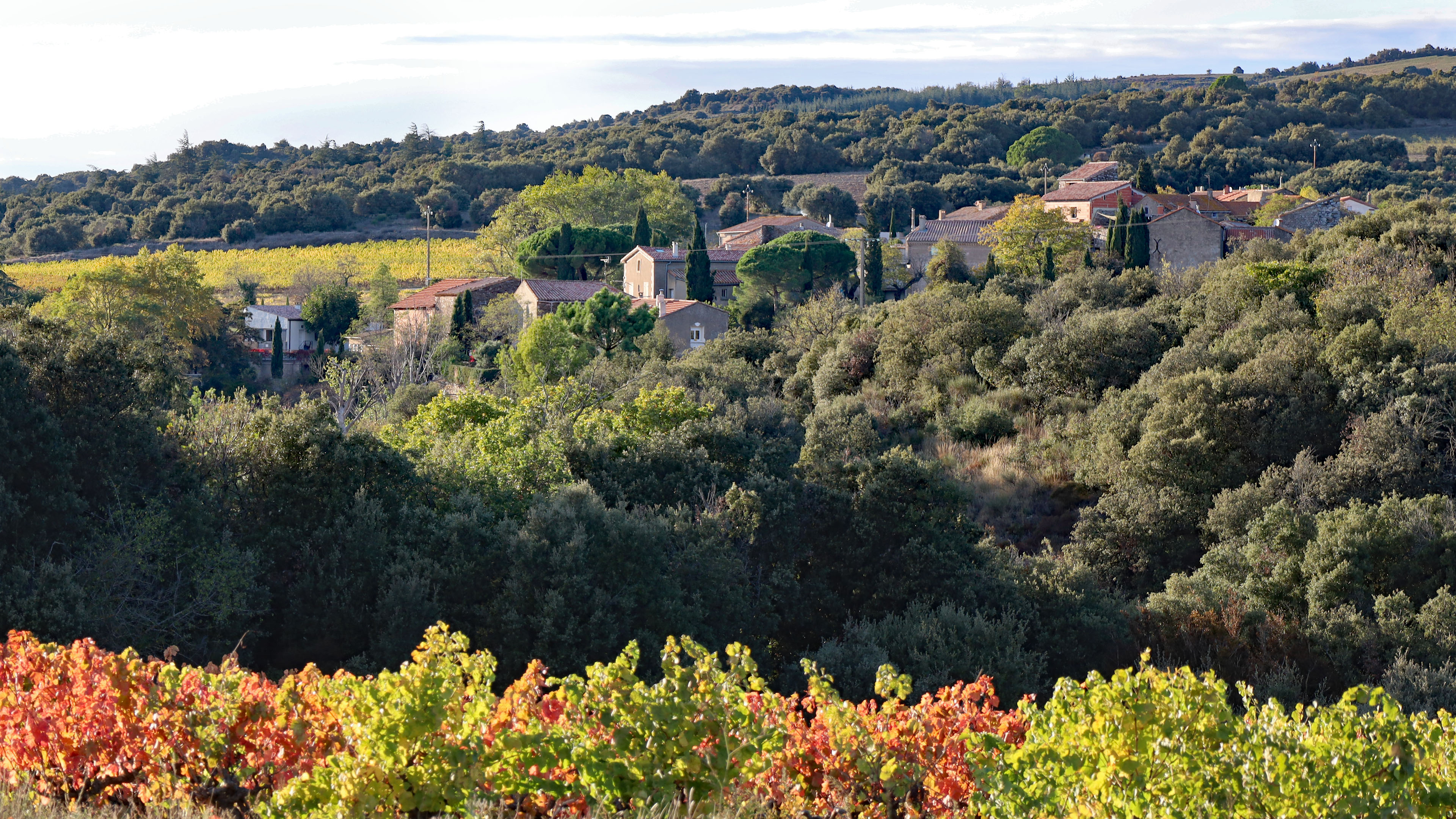
Marmorières hameau de Limousis.
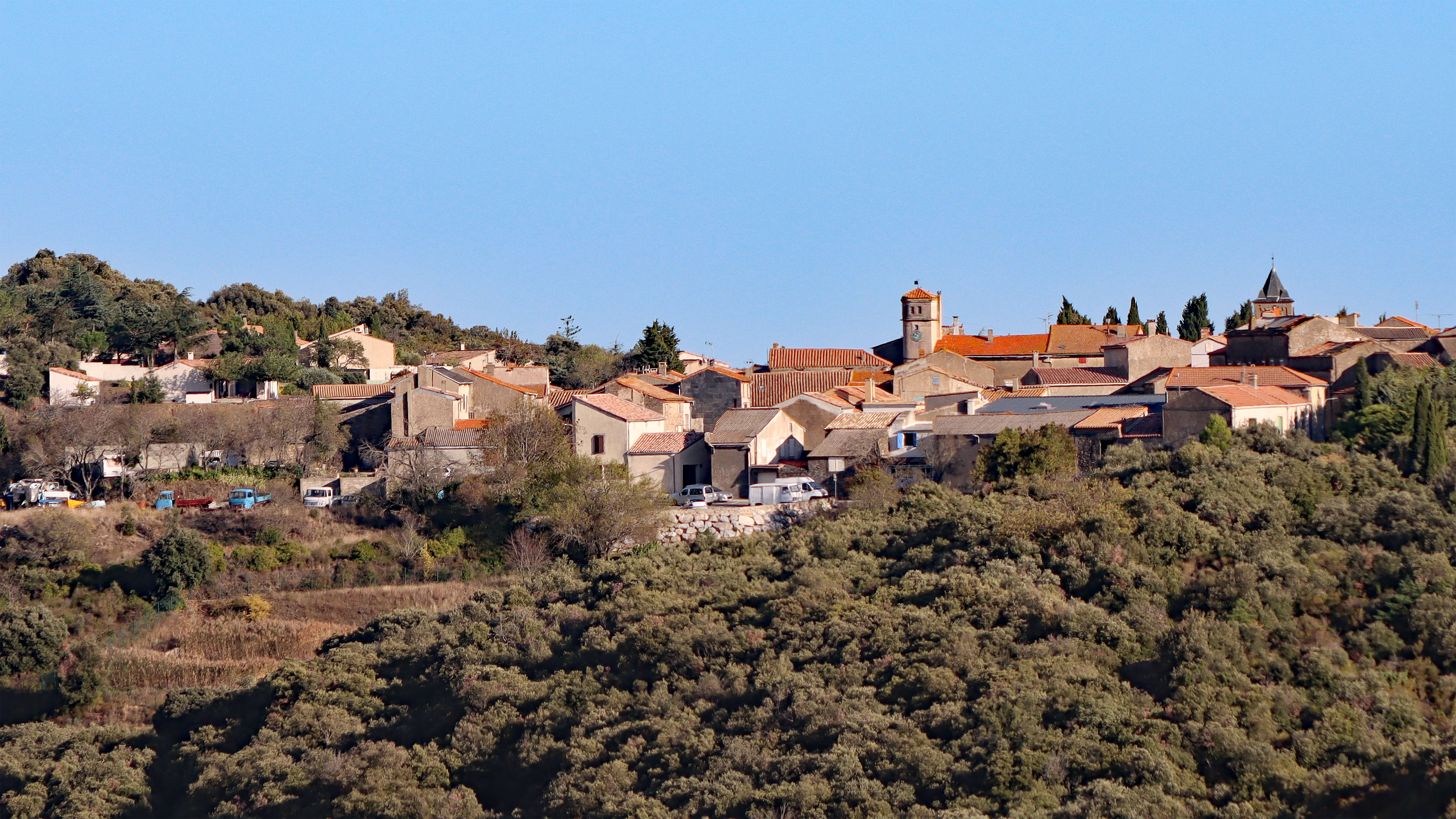
Automne 2023.

### Climat
Pour des articles plus généraux, voir Climat de l'Occitanie et Climat de l'Aude.
En 2010, le climat de la commune est de type climat méditerranéen altéré, selon une étude s'appuyant sur une série de données couvrant la période 1971-2000. En 2020, Météo-France publie une typologie des climats de la France métropolitaine dans laquelle la commune est exposée à un climat océanique altéré et est dans la région climatique Provence, Languedoc-Roussillon, caractérisée par une pluviométrie faible en été, un très bon ensoleillement (2 600 h/an), un été chaud (21,5 °C), un air très sec en été, sec en toutes saisons, des vents forts (fréquence de 40 à 50 % de vents > 5 m/s) et peu de brouillards.
Pour la période 1971-2000, la température annuelle moyenne est de 13 °C, avec une amplitude thermique annuelle de 15,5 °C. Le cumul annuel moyen de précipitations est de 989 mm, avec 10,3 jours de précipitations en janvier et 5,2 jours en juillet. Pour la période 1991-2020, la température moyenne annuelle observée sur la station météorologique la plus proche, située sur la commune de Caunes-Minervois à 10 km à vol d'oiseau, est de 13,9 °C et le cumul annuel moyen de précipitations est de 768,1 mm,. Pour l'avenir, les paramètres climatiques de la commune estimés pour 2050 selon différents scénarios d’émission de gaz à effet de serre sont consultables sur un site dédié publié par Météo-France en novembre 2022.

### Milieux naturels et biodiversité

#### Réseau Natura 2000

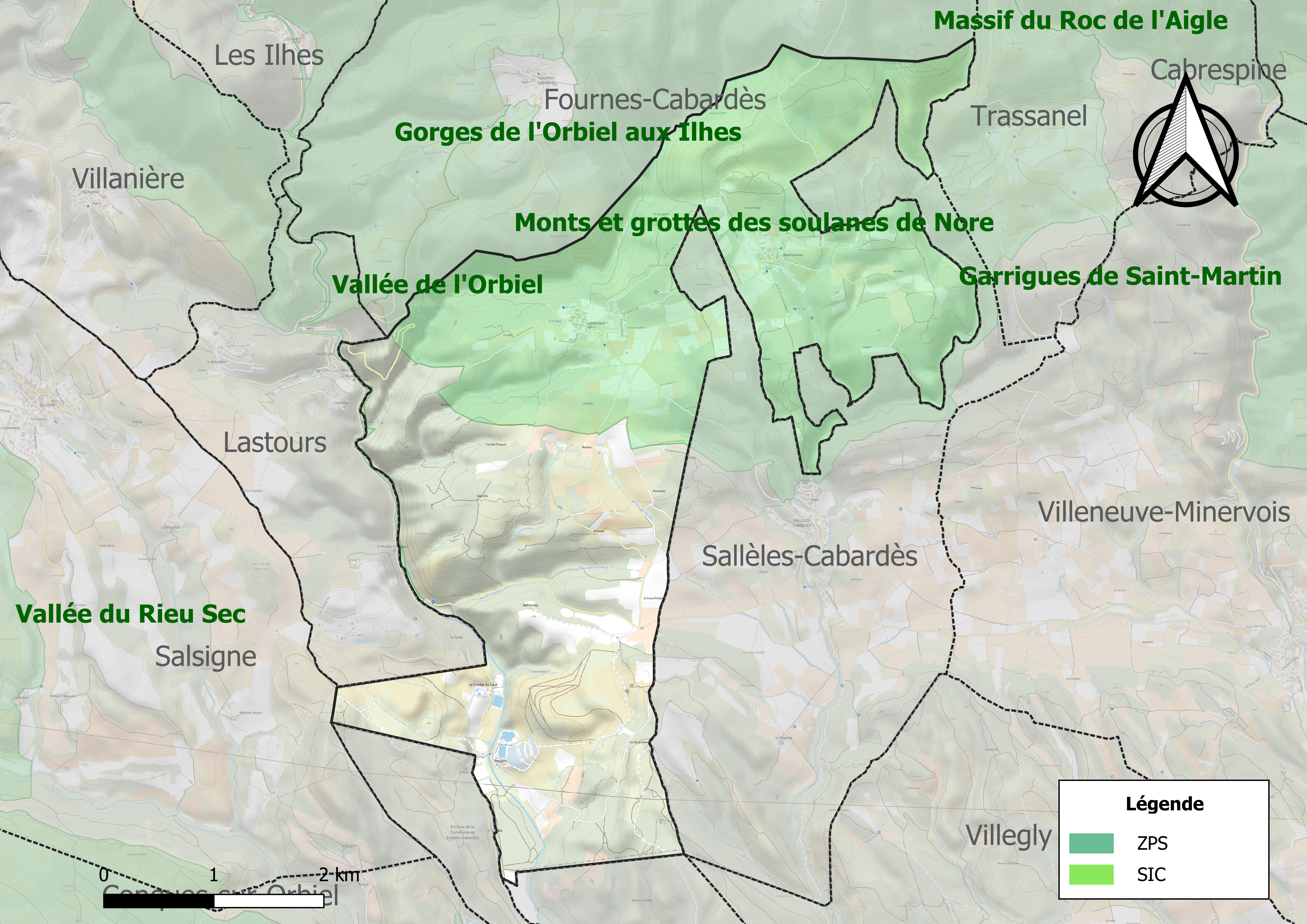
Site Natura 2000 sur le territoire communal.

Le réseau Natura 2000 est un réseau écologique européen de sites naturels d'intérêt écologique élaboré à partir des directives habitats et oiseaux, constitué de zones spéciales de conservation (ZSC) et de zones de protection spéciale (ZPS). Un site Natura 2000 a été défini sur la commune au titre de la directive habitats : les « gorges de la Clamoux », d'une superficie de 861 ha, abritent, à différentes étapes de leur cycle biologique, neuf des onze espèces de chauves-souris d'intérêt communautaire recensées dans le domaine méditerranéen.

#### Zones naturelles d'intérêt écologique, faunistique et floristique
L’inventaire des zones naturelles d'intérêt écologique, faunistique et floristique (ZNIEFF) a pour objectif de réaliser une couverture des zones les plus intéressantes sur le plan écologique, essentiellement dans la perspective d’améliorer la connaissance du patrimoine naturel national et de fournir aux différents décideurs un outil d’aide à la prise en compte de l’environnement dans l’aménagement du territoire. Deux ZNIEFF de type 1 sont recensées sur la commune : les « monts et grottes des soulanes de Nore » (2 177 ha), couvrant 6 communes du département, et la « vallée de l'Orbiel » (45 ha), couvrant 7 communes du département  et deux ZNIEFF de type 2, : 
- les « causses du piémont de la Montagne Noire » (8 830 ha), couvrant 20 communes du département[20] ;
- les « crêtes et pièmonts de la Montagne Noire » (27 188 ha), couvrant 26 communes dont 24 dans l'Aude et 2 dans l'Hérault[21].

Carte des ZNIEFF de type 1 et 2 à Limousis.
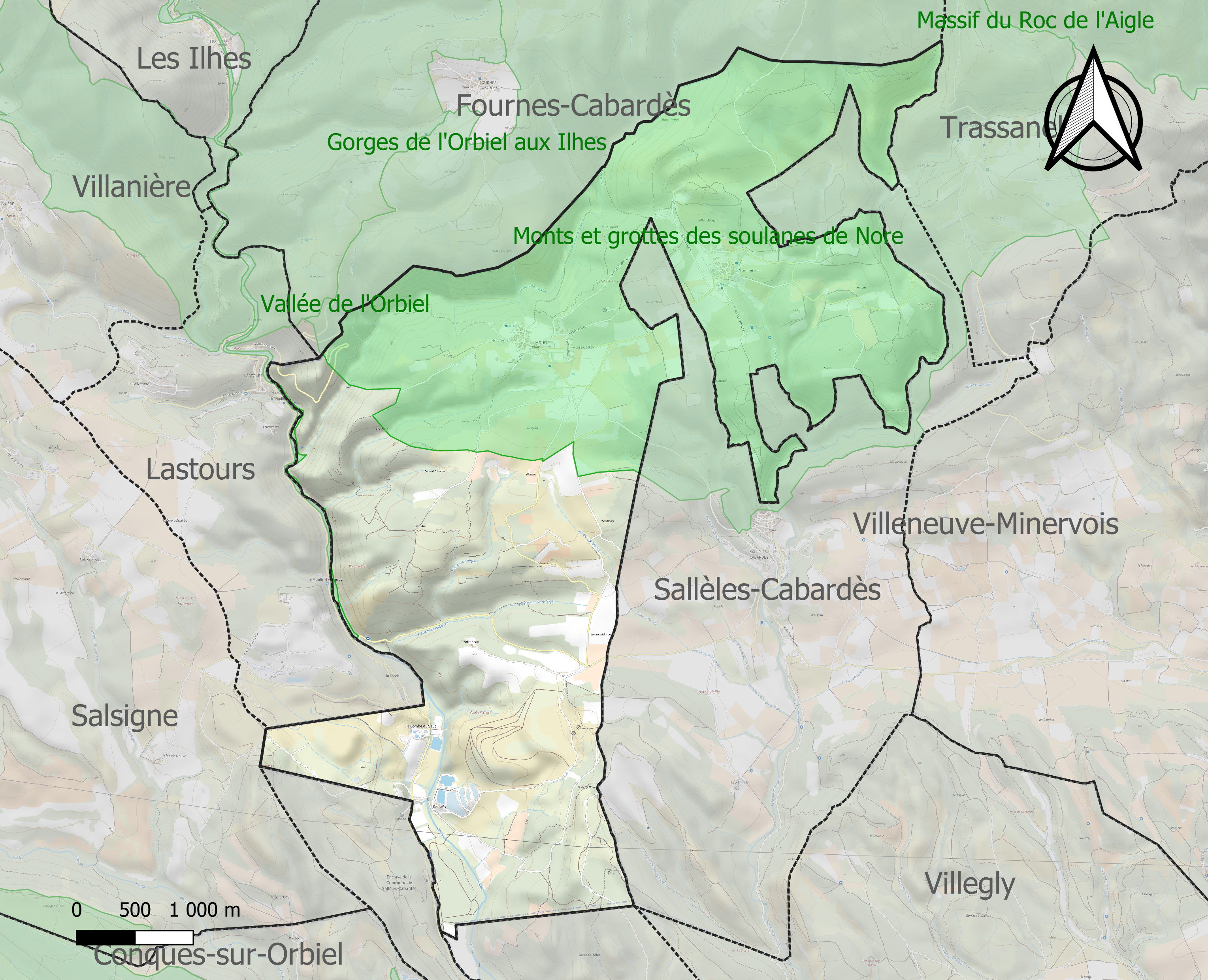
Carte des ZNIEFF de type 1 sur la commune.
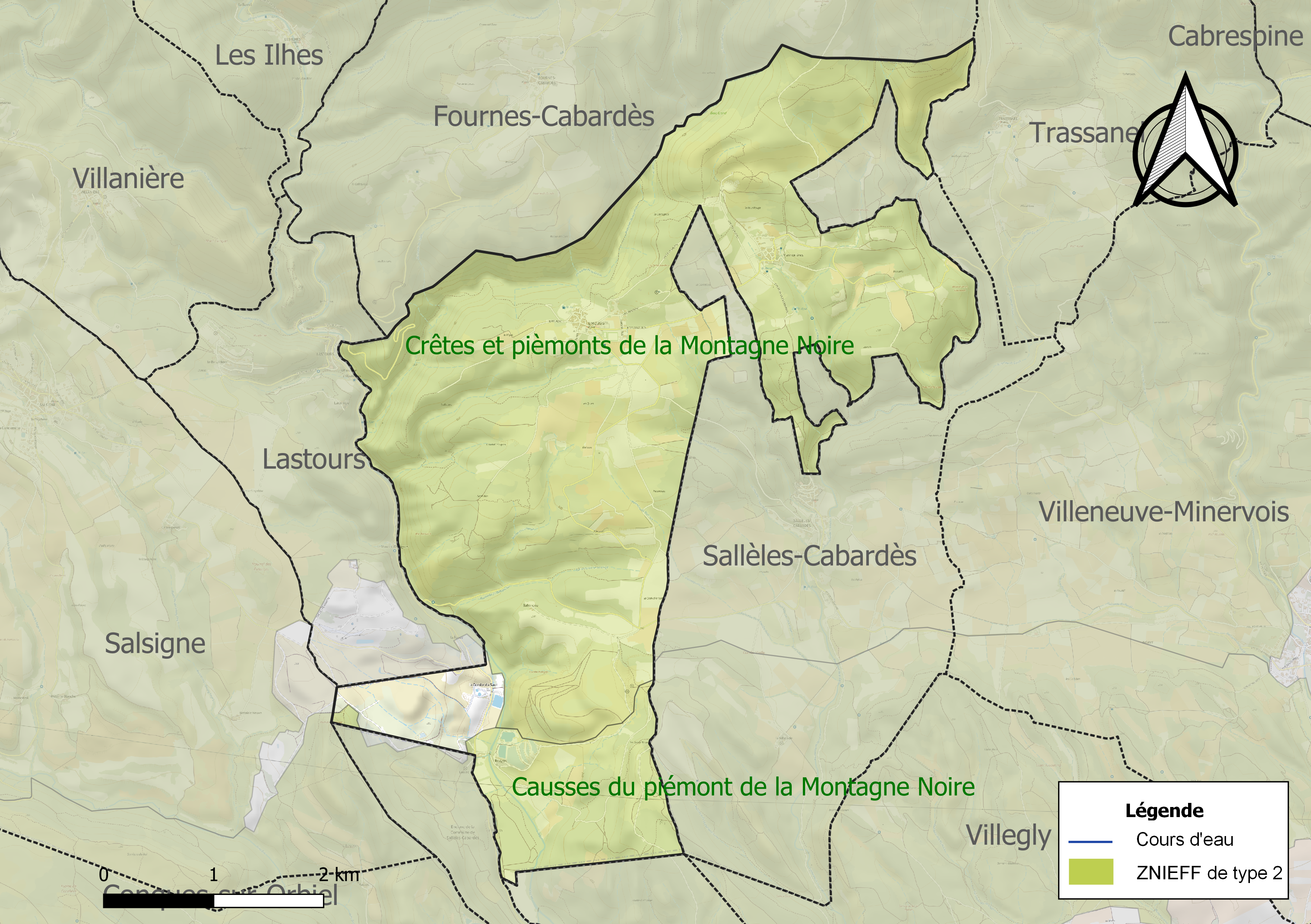
Carte des ZNIEFF de type 2 sur la commune.

## Urbanisme

### Typologie
Au 1er janvier 2024, Limousis est catégorisée commune rurale à habitat dispersé, selon la nouvelle grille communale de densité à 7 niveaux définie par l'Insee en 2022.
Elle est située hors unité urbaine. Par ailleurs la commune fait partie de l'aire d'attraction de Carcassonne, dont elle est une commune de la couronne,. Cette aire, qui regroupe 115 communes, est catégorisée dans les aires de 50 000 à moins de 200 000 habitants,.

### Occupation des sols
L'occupation des sols de la commune, telle qu'elle ressort de la base de données européenne d’occupation biophysique des sols Corine Land Cover (CLC), est marquée par l'importance des forêts et milieux semi-naturels (61,8 % en 2018), en augmentation par rapport à 1990 (47,5 %). La répartition détaillée en 2018 est la suivante : 
forêts (37,6 %), milieux à végétation arbustive et/ou herbacée (24,2 %), zones agricoles hétérogènes (21,3 %), mines, décharges et chantiers (9 %), cultures permanentes (7,9 %). L'évolution de l’occupation des sols de la commune et de ses infrastructures peut être observée sur les différentes représentations cartographiques du territoire : la carte de Cassini (XVIIIe siècle), la carte d'état-major (1820-1866) et les cartes ou photos aériennes de l'IGN pour la période actuelle (1950 à aujourd'hui).

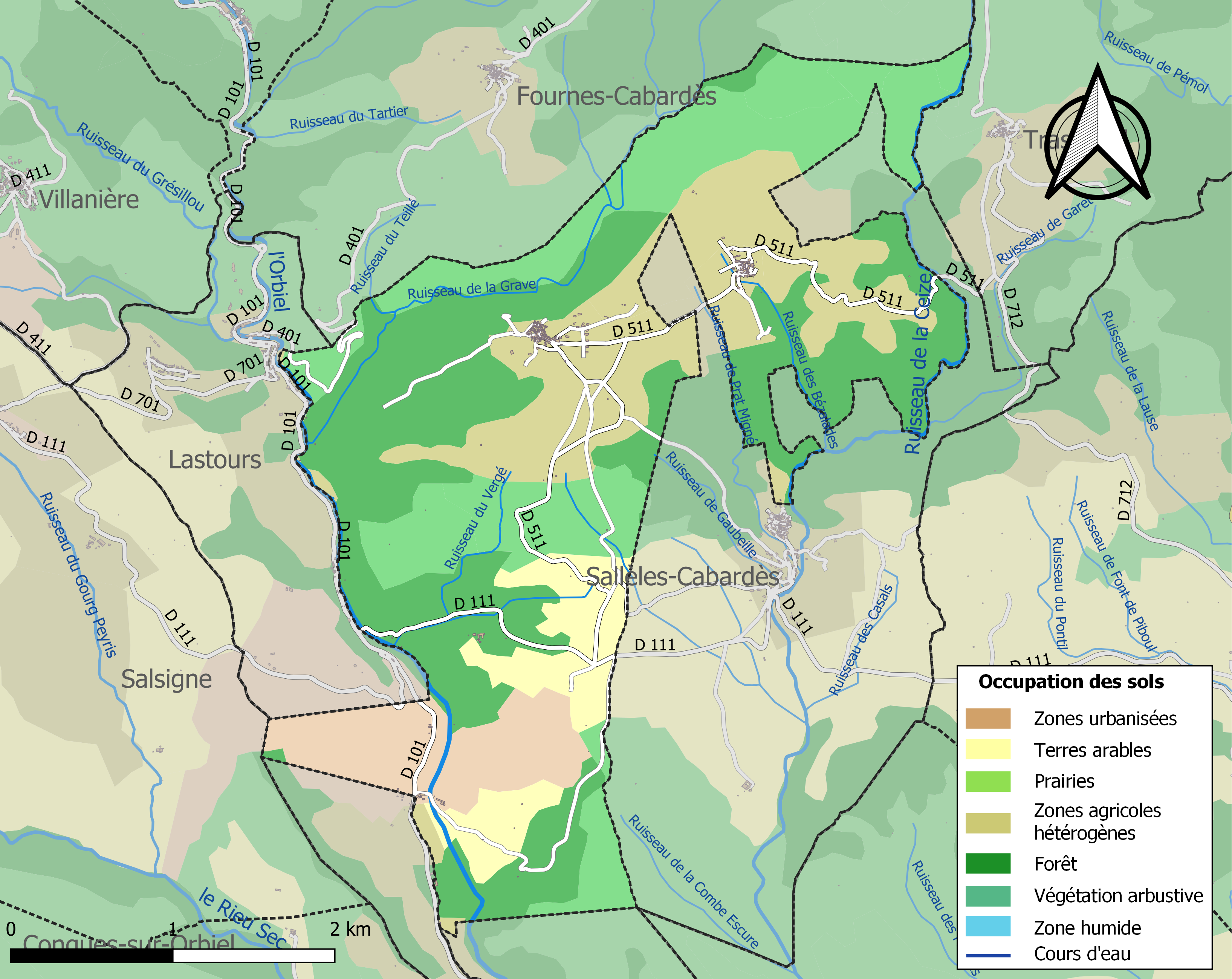
Carte des infrastructures et de l'occupation des sols de la commune en 2018 (CLC).

### Risques majeurs
Le territoire de la commune de Limousis est vulnérable à différents aléas naturels : météorologiques (tempête, orage, neige, grand froid, canicule ou sécheresse), inondations, feux de forêts et séisme (sismicité très faible). Il est également exposé à deux risques technologiques,  le transport de matières dangereuses et  le risque industriel, et à un risque particulier : le risque de radon. Un site publié par le BRGM permet d'évaluer simplement et rapidement les risques d'un bien localisé soit par son adresse soit par le numéro de sa parcelle.

#### Risques naturels
Certaines parties du territoire communal sont susceptibles d’être affectées par le risque d’inondation par débordement de cours d'eau, notamment l'Orbiel et le ruisseau de la Ceize. La commune a été reconnue en état de catastrophe naturelle au titre des dommages causés par les inondations et coulées de boue survenues en 1982, 1992, 1999, 2005, 2009, 2018 et 2020,.

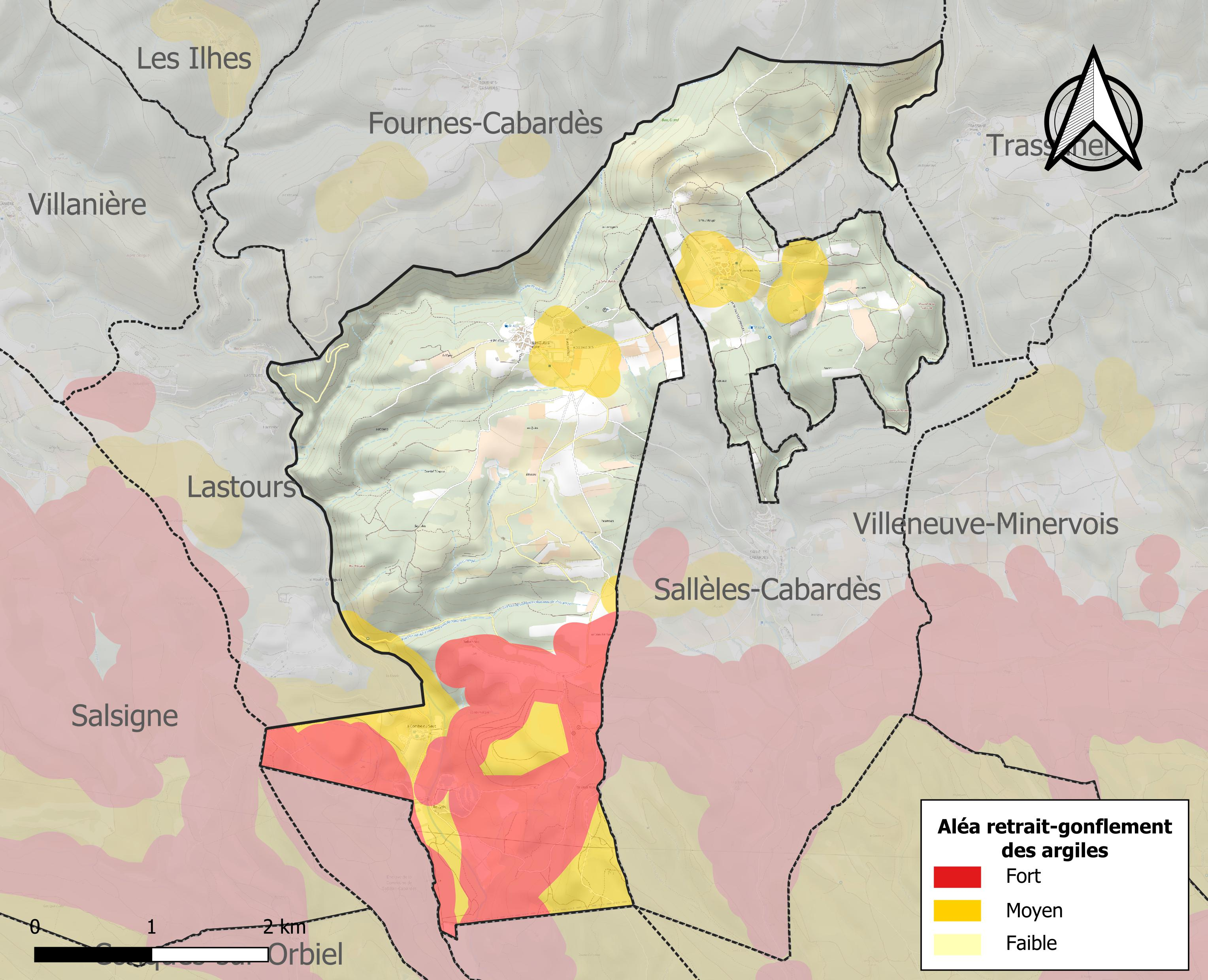
Carte des zones d'aléa retrait-gonflement des sols argileux de Limousis.

Le retrait-gonflement des sols argileux est susceptible d'engendrer des dommages importants aux bâtiments en cas d’alternance de périodes de sécheresse et de pluie. 29,9 % de la superficie communale est en aléa moyen ou fort (75,2 % au niveau départemental et 48,5 % au niveau national). Sur les 95 bâtiments dénombrés sur la commune en 2019, 51 sont en aléa moyen ou fort, soit 54 %, à comparer aux 94 % au niveau départemental et 54 % au niveau national. Une cartographie de l'exposition du territoire national au retrait gonflement des sols argileux est disponible sur le site du BRGM,.

#### Risques technologiques
La commune est exposée au risque industriel du fait de la présence sur son territoire d'une entreprise soumise à la directive européenne SEVESO.
Le risque de transport de matières dangereuses sur la commune est lié à sa traversée par une route à fort trafic. Un accident se produisant sur une telle infrastructure est en effet susceptible d’avoir des effets graves au bâti ou aux personnes jusqu’à 350 m, selon la nature du matériau transporté. Des dispositions d’urbanisme peuvent être préconisées en conséquence.

#### Risque particulier
Dans plusieurs parties du territoire national, le radon, accumulé dans certains logements ou autres locaux, peut constituer une source significative d’exposition de la population aux rayonnements ionisants. Certaines communes du département sont concernées par le risque radon à un niveau plus ou moins élevé. Selon la classification de 2018, la commune de Limousis est classée en zone 2, à savoir zone à potentiel radon faible mais sur lesquelles des facteurs géologiques particuliers peuvent faciliter le transfert du radon vers les bâtiments.

## Histoire
Limousis est citée la première fois en 1260 comme castrum. Il fait partie de la seigneurie du Cabardet, puis il est rattaché à la châtellenie royale des Tours du Cabardès. Au XIIIe siècle, la seigneurie est partagée entre le roi et Jean Alaman, un seigneur laïc issu de la famille Alaman, famille influente du comté de Toulouse. En 1498, la seigneurie appartient à la famille de Bellissens qui possède Malves et Minervois. L'industrie minière et drapière fut le cœur de l'économie de la commune. L'usine de Lacombe de Sault est toujours en activité.

## Politique et administration

### Liste des maires
| Période                                  | Période   | Identité      | Étiquette      | Qualité |
| ---------------------------------------- | --------- | ------------- | -------------- | ------- |
| mars 2001                                | mars 2008 | Camille Ramel |                |         |
| mars 2008                                | En cours  | Gilles Delaur | Sans étiquette |         |
| Les données manquantes sont à compléter. |           |               |                |         |

## Démographie
L'évolution du nombre d'habitants est connue à travers les recensements de la population effectués dans la commune depuis 1793. Pour les communes de moins de 10 000 habitants, une enquête de recensement portant sur toute la population est réalisée tous les cinq ans, les populations de référence des années intermédiaires étant quant à elles estimées par interpolation ou extrapolation. Pour la commune, le premier recensement exhaustif entrant dans le cadre du nouveau dispositif a été réalisé en 2006.

En 2022, la commune comptait 124 habitants, en évolution de −3,12 % par rapport à 2016 (Aude : +2,65 %, France hors Mayotte : +2,11 %).
| 1793 | 1800 | 1806 | 1821 | 1831 | 1836 | 1841 | 1846 | 1851 |
| ---- | ---- | ---- | ---- | ---- | ---- | ---- | ---- | ---- |
| 343  | 345  | 360  | 306  | 324  | 362  | 382  | 370  | 371  |

| 1856 | 1861 | 1866 | 1872 | 1876 | 1881 | 1886 | 1891 | 1896 |
| ---- | ---- | ---- | ---- | ---- | ---- | ---- | ---- | ---- |
| 365  | 345  | 333  | 340  | 350  | 366  | 345  | 295  | 261  |

| 1901 | 1906 | 1911 | 1921 | 1926 | 1931 | 1936 | 1946 | 1954 |
| ---- | ---- | ---- | ---- | ---- | ---- | ---- | ---- | ---- |
| 236  | 229  | 248  | 232  | 235  | 237  | 191  | 162  | 167  |

| 1962 | 1968 | 1975 | 1982 | 1990 | 1999 | 2006 | 2011 | 2016 |
| ---- | ---- | ---- | ---- | ---- | ---- | ---- | ---- | ---- |
| 170  | 158  | 110  | 91   | 86   | 104  | 102  | 107  | 128  |

| 2021 | 2022 | - | - | - | - | - | - | - |
| ---- | ---- | - | - | - | - | - | - | - |
| 127  | 124  | - | - | - | - | - | - | - |

## Économie

### Emploi
| Division       | 2008   | 2013   | 2018   |
| -------------- | ------ | ------ | ------ |
| Commune        | 10,3 % | 10,9 % | 12 %   |
| Département    | 10,2 % | 12,8 % | 12,6 % |
| France entière | 8,3 %  | 10 %   | 10 %   |

En 2018, la population âgée de 15 à 64 ans s'élève à 85 personnes, parmi lesquelles on compte 73,5 % d'actifs (61,4 % ayant un emploi et 12 % de chômeurs) et 26,5 % d'inactifs,. En  2018, le taux de chômage communal (au sens du recensement) des 15-64 ans est inférieur à celui du département, mais supérieur à celui de la France, alors qu'en 2008 il était supérieur à celui du département.
La commune fait partie de la couronne de l'aire d'attraction de Carcassonne, du fait qu'au moins 15 % des actifs travaillent dans le pôle,. Elle compte 14 emplois en 2018, contre 17 en 2013 et 13 en 2008. Le nombre d'actifs ayant un emploi résidant dans la commune est de 52, soit un indicateur de concentration d'emploi de 27,4 % et un taux d'activité parmi les 15 ans ou plus de 56,5 %.
Sur ces 52 actifs de 15 ans ou plus ayant un emploi, 11 travaillent dans la commune, soit 22 % des habitants. Pour se rendre au travail, 90,2 % des habitants utilisent un véhicule personnel ou de fonction à quatre roues, 3,9 % les transports en commun, 2 % s'y rendent en deux-roues, à vélo ou à pied et 3,9 % n'ont pas besoin de transport (travail au domicile).

### Activités hors agriculture
Sept établissements sont implantés à Limousis au 31 décembre 2019. Le secteur de la construction est prépondérant sur la commune puisqu'il représente 42,9 % du nombre total d'établissements de la commune (3 sur les 7 entreprises implantées  à Limousis), contre 14 % au niveau départemental.

### Agriculture
|               | 1988 | 2000 | 2010 | 2020 |
| ------------- | ---- | ---- | ---- | ---- |
| Exploitations | 14   | 8    | 7    | 4    |
| SAU (ha)      | 123  | 116  | 164  | 58   |

La commune est dans la « Région viticole » de l'Aude, une petite région agricole occupant une grande partie centrale du département, également dénommée localement « Corbeilles Minervois et Carcasses-Limouxin ». En 2020, l'orientation technico-économique de l'agriculture  sur la commune est la viticulture. Quatre exploitations agricoles ayant leur siège dans la commune sont dénombrées lors du recensement agricole de 2020 (douze en 1988). La superficie agricole utilisée est de 58 ha,,.

## Culture locale et patrimoine

### Lieux et monuments
- La grotte de Limousis.
La grotte est inscrite au titre des sites naturels depuis 1947[40].
- Église Saint-Michel de Limousis.

### Personnalités liées à la commune
- Marcel Jacques Lucet (1816-1883), homme politique né dans la commune.
- Guillaume Peyrusse (1776-1860), baron, trésorier général de la Couronne pendant les Cent-jours, maire de Carcassonne de 1832 à 1835. Il posséda le domaine de Lassac dans la commune.

### Héraldique
| Blason de Limousis | Blason  | Écartelé : au 1er et au 4e d’azur au chevron surmonté de trois étoiles rangées en chef et soutenu d’une levrette courante, le tout d’or, au 2e et au 3e d’argent à la fasce ondée d’azur. |
| Blason de Limousis | Détails | Le statut officiel du blason reste à déterminer. |